# Partido Social Demócrata (España)
El Partido Social Demócrata (PSD) fue un partido político español. Aunque se presentó a elecciones en toda España, su ámbito fundamental de actuación era la Comunidad Valenciana y sus resultados fueron testimoniales. Surgió con el nombre de Unión Social Demócrata el 10 de abril de 2005. Se definía como «progresista, moderado, liberal en lo social, socialdemócrata en lo político y en lo económico, centrándose en el servicio al ciudadano, laico y federal».

## Historia
El PSD tiene su origen en el Partido Socialista Independiente, un partido impulsado en 1993 por el círculo del entonces socialista valenciano Rafael Blasco, que había sido consejero autonómico con el socialista Joan Lerma hasta 1989 y posteriormente con los populares Eduardo Zaplana y Francisco Camps (desde 1999). El "blasquismo" era especialmente importante en la comarca valenciana de La Ribera. Además del PSI, el PSD aglutinó a antiguos dirigentes del PSPV-PSOE, miembros del entorno de la Federación de Asociaciones de Vecinos de la Comunidad Valenciana (Favcova) y de la Fundación Central Ciudadana, e incluso antiguos militantes de Unió Valenciana.
La formación nació como Unión Social Demócrata el 10 de abril de 2005. Cambió su nombre al actual tras conseguir que José Ramón Lasuén, antiguo dirigente de Unión de Centro Democrático les cediera las siglas (José Ramón Lasuén y Tomás Miraveta habían adoptado el nombre y las siglas del partido creado en 1976 por Francisco Fernández Ordóñez y Rafael Arias Salgado y luego integrado en la UCD). Celebró su congreso fundacional en noviembre de 2006.
El PSPV-PSOE ha acusado al PSD de constituir una "segunda marca" del Partido Popular.

### Elecciones de 2007
El PSD estuvo presente en las elecciones municipales y autonómicas del 27 de mayo de 2007 en la Comunidad Valenciana, obteniendo varios concejales: con 12.091 votos obtuvo 14 concejales y 1 alcalde (Puebla de Benifasar). En las autonómicas obtuvo 10.187 votos (0,42%).

### Elecciones de 2008
Poco antes de las elecciones generales de 2008, se anunció la integración en el PSD del Nuevo Socialismo de Eduardo Tamayo, célebre tras su defección de las filas socialistas tras las elecciones autonómicas madrileñas de 2003 en el caso conocido como Tamayazo.
En dichas generales, el PSD obtuvo 19.042 votos para el Congreso de los Diputados (0,08% de los sufragios emitidos), sin obtener representación. De esos votos, 4.047 fueron obtenidos en Andalucía (en dónde no se presentaron a los comicios autonómicos de la misma fecha) y 3.309 en la Comunidad Valenciana. El partido no presentó candidatura ni en el País Vasco ni en Melilla. Tampoco consiguieron ningún escaño en el Senado. En Aragón se presentó junto a la Federación de Independientes de Aragón (FIA), logrando unos resultados testimoniales, en total 395 votos (0,05%), 79 votos (0,06%) en la provincia de Huesca, 30 votos (0,03%) en la provincia de Teruel, y 286 votos (0,05%) en la provincia de Zaragoza. 
En septiembre de 2011 el PSD se disolvió y algunos de sus afiliados se integraron en el Centro Democrático Liberal.
El 24 de febrero de 2014 el Centro Democrático Liberal se disolvió y la mayoría de sus afiliados se integraron en Ciudadanos.